# Soga (klan)
Soga (japanski 蘇我氏, そがのうじ, Soga uji) je bio japanski klan. U razdoblju Asuci, bio je jednim od najmoćnijih. Veliku je ulogu imao kad je budizam došao i širio se po Japanu. Od 5. do 7. stoljeća poglavari ovog klana imali su jedini imali pravo nositi naslov velikog carskog poglavice (Ō-omi, 大臣, おおおみ). Bila je prvim od brojnih obitelji koje su upravljale japanskom carskom obitelju na način da su utjecale na red nasljeđivanja i vladinu politiku. Klan je vrlo star. Stariji je od svih povjesnih radova u Japanu te se stoga malo zna o prvim pripadnicima.
Soga no Iname je bio velikim ministrom od 536. do smrti 570. godine. Bio je prvim od pripadnika ovog klana koji je kao plemstvo mnogo utjecao na prijestolje. Jedan od glavnih načina kako je utjecao na carski dvor bio je putem bračnih sveza s carskom obitelji. Iname je udao dvije svoje kćeri za cara Kimmeija. Jedna od njegovih kćeriju rodila je caru sina, cara Yomeija. Pet careva koji su uslijedili imali su suprugu ili majku koja je bila potomkinjom Soge no Inamea. Na ovaj je način klan Soga ujedinio i ojačao zemlju šireći carevu moć kao simbola i duhovnog vođe kad su preuzeli kontrolu sekularnih poslova.
Glavni je ogranak klana izumro nakon izgreda Isshi iz 645. godine. Onda su zbog sraza šintoističke i rastuće budističke struje na japanskom dvoru i narodu carević Naka no Ōe, koji je poslije postao car Tenji i dostojanstvenik Kamatari napravili državni udar na dvoru, poznat u povijesnoj znanosti kao izgred Isshi (乙巳の変, Isshi no Hen) ili izgred iz 645. godine. Carević Naka no Ōe je zaklao državnika Sogu no Iruku, koji je bio iz klana Soge. Nakon toga se je ubio Irucin otac Soga no Emishi.